# Daniel de Superville (Mediziner)

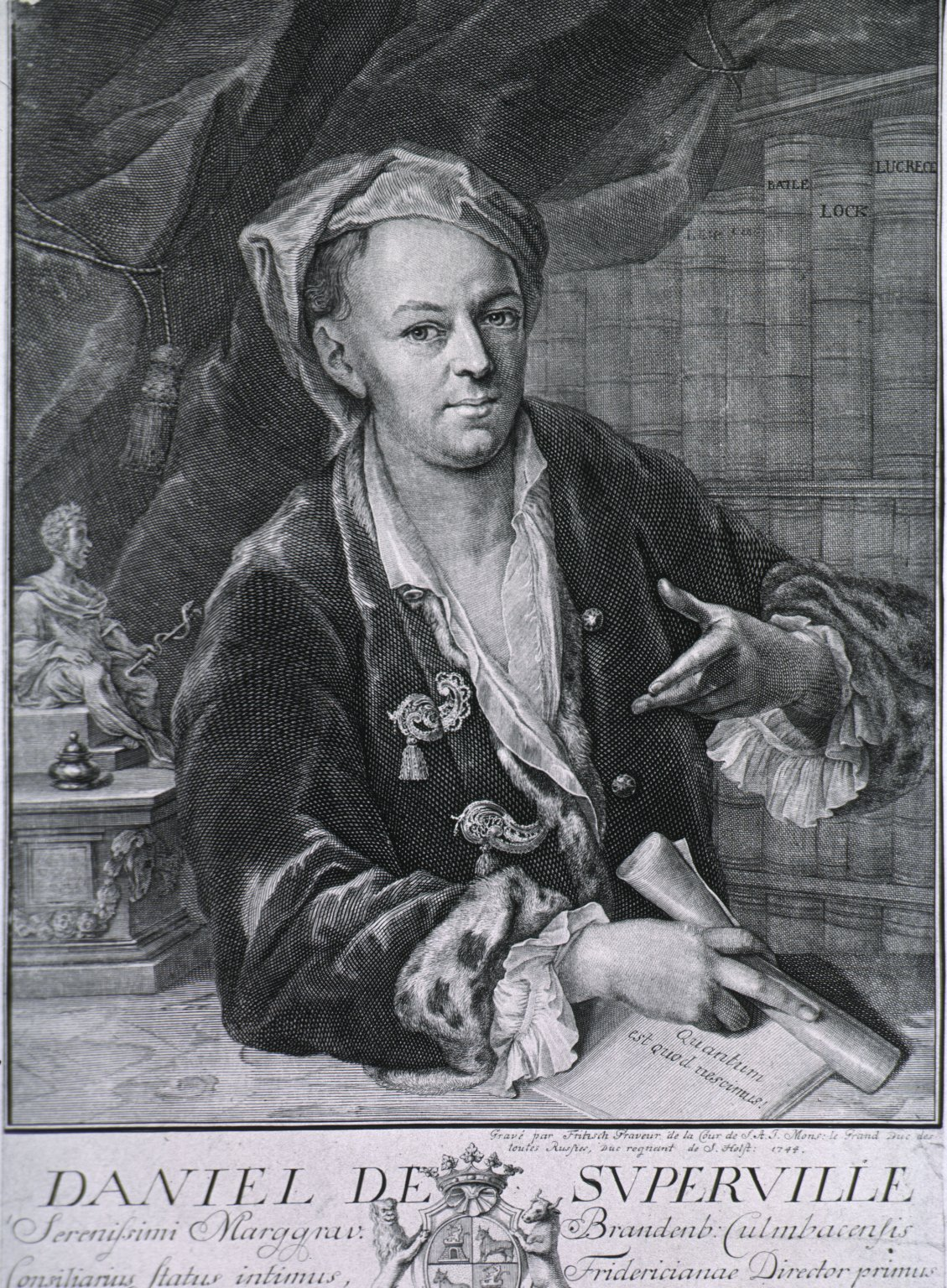
Daniel de Superville, Kupferstich von Christian Fritzsch (1744)

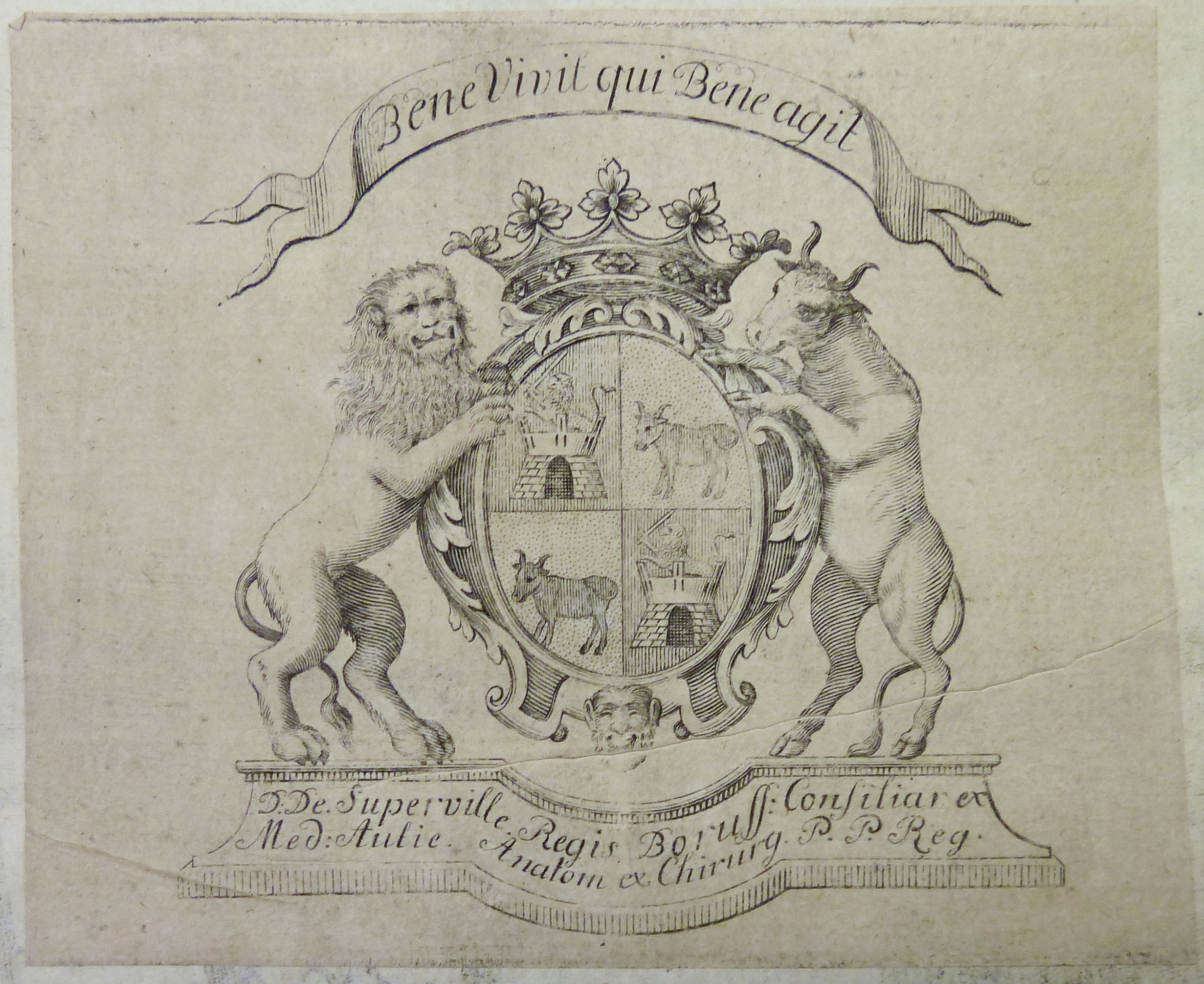
Wappen-Exlibris aus seiner Stettiner/Berliner Zeit

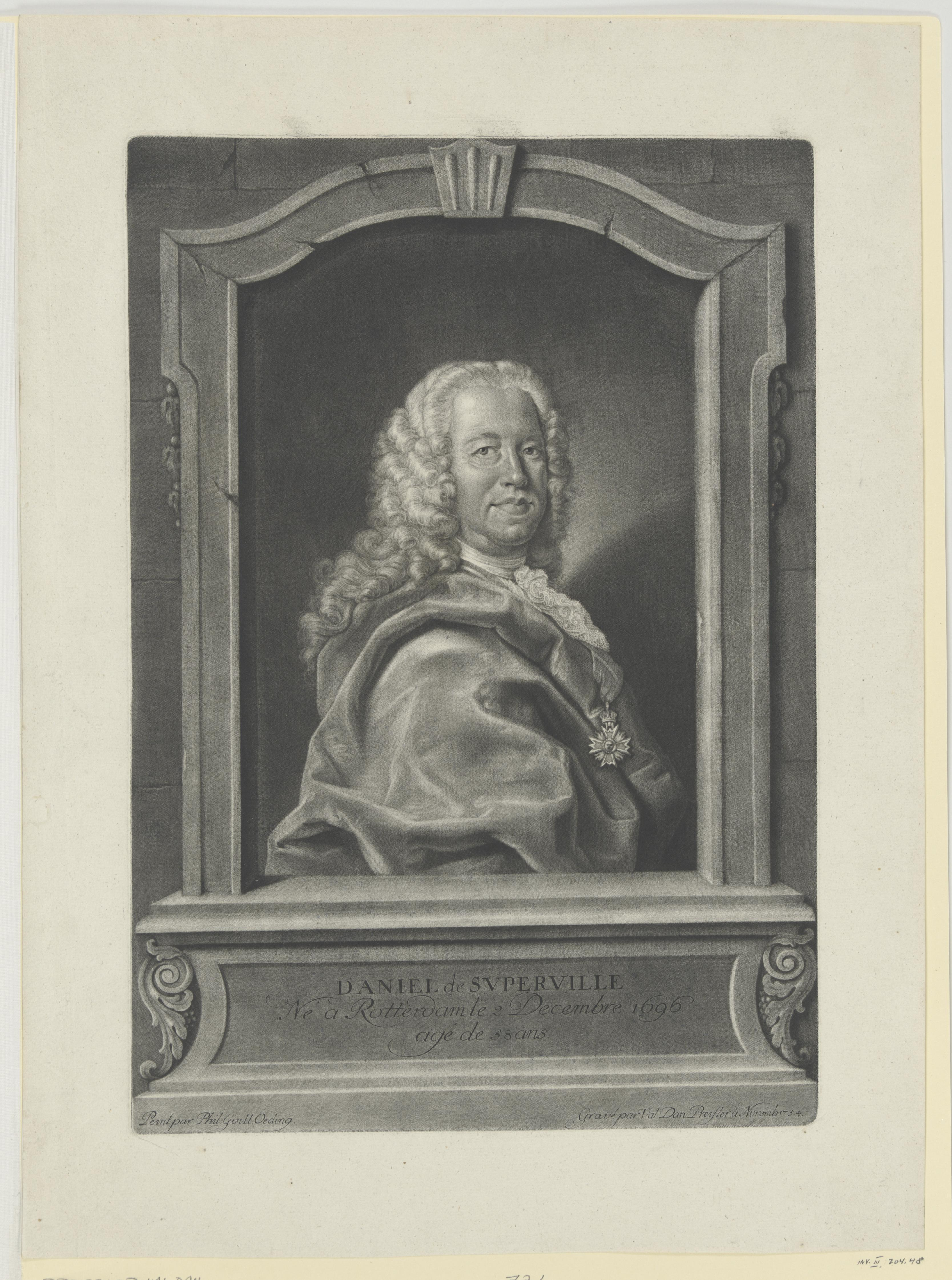
Schabkunst-Porträt von 1754 mit dem Bijou der Bayreuther Loge Zur Sonne

Daniel de Superville, auch Daniel von Superville (* 2. Dezember 1696 in Rotterdam; † 16. November 1773 ebenda) war ein niederländischer Mediziner in preußischen, bayreuth-brandenburgischen und braunschweigischen Diensten. Er war der erste Kanzler der Universität Erlangen.

## Leben
Daniel de Superville stammte aus einer ursprünglich französischen Hugenotten-Familie, die als Glaubensflüchtlinge in die Niederlande gekommen waren. Er war der dritte Sohn des Kaufmanns Jacob de Superville; sein Onkel Daniel de Superville (der Ältere) († 1728) war ein bekannter reformierter Theologe.
Er studierte Arzneiwissenschaften und wurde am 1. November 1718 an der Universität Utrecht zum Dr. med. promoviert. Er ging nach Leiden und immatrikulierte sich an der Universität Leiden. Seit Weihnachten 1719 war er Mitglied der Wallonischen Kirche in Leiden und wurde 1721 in ihr zum Diacon (Vorsteher) erwählt. Hier heiratete er am 26. April 1722 Katharine Elisabeth le Cointe.
Im Juni 1722 verließ er Leiden. Er ging nach Stettin, wohin ihn der preußische König Friedrich Wilhelm I. (Preußen) als Hof- und französischen Coloniemedicus berufen hatte. Am Gymnasium Stettin sollte er eine Professur der Anatomie und Chirurgie erhalten, die aber schon anderweitig vergeben war. Er begann 1724 unentgeltlich medizinische Demonstrationen zu halten; am 9. Mai 1726 erhielt er auf Drängen des Königs eine außerordentliche Professur für Anatomie und Chirurgie.
1725 wurde Mitglied des neuerrichteten Collegium medicum; er erhielt den Titel eines Landphysicus für Preußisch Pommern und war für die Visitation der pommerschen Apotheken verantwortlich. Die Kaiserliche Akademie der Naturforscher ernannte ihn am 10. Dezember 1739 unter dem Namen Apollophanes III zu ihrem Mitglied, ebenso die Societät der Wissenschaften in Berlin.
In Berlin wurde er zum Leibarzt von König Friedrich Wilhelm I., den er von der Wassersucht heilte. 1738 empfahl ihn der Kronprinz Friedrich seiner Schwester Wilhelmine, der Markgräfin von Brandenburg-Bayreuth. Superville behandelte sie 1738 und trat bald darauf ganz in ihre Dienste. In Bayreuth wurde de Superville zum Leibarzt, wirklichen Geheimrat und Director der Bergwerke ernannt. Nachdem er schon in Berlin in die Freimaurer-Loge „Zu den drei Weltkugeln“ aufgenommen worden war, gehörte er 1741 zu den Gründungsmitgliedern der Bayreuther Loge Zur Sonne und wurde ihr Sekretär.
Bei der Gründung der neuen Friedrichs-Universität, die zuerst am 21. März 1742 in Bayreuth eröffnet, dann nach Erlangen verlegt und hier am 4. November 1743 neueröffnet wurde, ernannte der Markgraf Friedrich III. Daniel de Superville zum Director der Universität. Als mit der markgräflichen Declaration vom 16. November 1746 das Directorium in ein Curatorium verwandelt war, wurde de Superville Kanzler (cancellarius perpetuus) der Universität. Er schenkte der Universität seine Bücherei und eine Sammlung physikalischer, chirurgischer und anatomischer Instrumente.
Neben der Universitätsverwaltung wurde er mehrfach als Gesandter für den Markgrafen tätig, so 1745 in Den Haag. Aus nicht ganz geklärten Gründen legte er am 2. März 1748 aus Gesundheitsrücksichten sein Amt nieder.
De Superville zog zunächst nach Bremen. Mitte 1749 kam er nach Braunschweig und wurde Arzt bei Herzog Karl I., dem Schwager der Bayreuther Markgräfin. 1751 war er als herzoglicher Gesandter in Holland. 1754 regte er den Herzog zur Gründung des Kunst- und Naturaliencabinets an, aus dem später das Herzogliche Museum und damit die beiden heutigen Museen Herzog Anton Ulrich-Museum und das Naturhistorische Museum hervorgingen. 1755 unternahm er eine längere Reise nach Holland und Frankreich, wo er verschiedene Sammlungen von antiken Münzen, geschnittenen Steinen, Statuen, Inschriften und Curiositäten für den Herzog erwarb. Selbst anatomische Präparate wurden auf Supervilles Anweisung für das Museum hergestellt.
Die Folgen des Siebenjährigen Kriegs brachten diese Sammlertätigkeit zum Erliegen und führten dazu, dass Daniel de Superville in seine Heimat zurückkehrte. Der Herzog bewilligte ihm 1761 eine großzügige Pension. Superville zog nach Voorburg bei Den Haag.
Nach dem Tod seiner Frau 1769 heiratete im Mai 1770 er Marie Marthe, Tochter von Pierre le Cointe und Elisabeth de Gounyle und Witwe von Corneille de Normandie, Baillif der Stadt Vlissingen.
Er starb in Rotterdam am 16. November 1773 und wurde in der französischen Kirche (Vrouwe Kerk) in Leiden beigesetzt.

## Werke
- Dissertatio Physico-Medica Inauguralis De Sanguine & Sanguificatione. Vande Water, Utrecht 1718. (Digitalisat)
- L. Henning in suo pro compositione theriacae et mithridiatii labore bonum successum et optimum eventum opto. Stettin 1725.
- Progr. de anatome a multis calumniis et falsis imputationibus vindicanda. Stettin 1728.
- Nachricht Vom Wahren Nutzen Des menschlichen Urin-Besehens. Effenbahrt, Stettin 1728. (Digitalisat)
- Gedancken Von Quack-Salbern, Medicis und Patienten: Woraus sich einjeder belehren kan, wie er sich zu Sein selbst Erhaltung Vor Quack-Salbern und After-Aertzten hüten, Hergegen Rechtschaffen- und gewissenhafften Medicis anvertrauen und Dieselben ehren solle. Stettin 1733. 11618868 im VD 18..
- Some Reflections on Generation, and on Monsters, With a Description of Some Particular Monsters: By Daniel de Superville, Privy Counsellor and Chief Physician to His Most Serene Highness the Margrave of Brandenburg-Bareith, President of the College of Physicians, Director of the Mines and of All Medicinal Affairs in the Margravite, Member of the Imperial Academy Naturae Curiosorum, and of the Royal Society of Berlin. Translated from the French by Phil. Hen. Zollman F.R.S. Philosophical Transactions of the Royal Society of London 41 (1739), S. 294–307 (doi:10.1098/rstl.1739.0044 Digitalisat).